# Лакра, Бирендра
Бирендра Лакра (хинди बिरेन्द्र लाकड़ा; род. 3 февраля 1990, Сундаргарх, Одиша) — индийский хоккеист на траве, защитник сборной Индии. Бронзовый призёр Олимпийских игр (2020).

## Биография
Бирендра Лакра родился 3 февраля 1990 года в Руркеле (штат Одиша). Он начал заниматься хоккеем вслед за старшим братом Бималем.
Женат на Рамшите Керкетте, у пары есть сын.

## Карьера
Дебютировал за сборную в 2012 году в матче против Южной Африки. Принял участие на летних Олимпийских играх 2012 года, где Индия заняла последнее двенадцатое место.
В 2012 году Бирендра Лакра был куплен на аукционе Индийской хоккейной лиги в клуб «Ранчи Райнос» за 41 тысячу долларов, при этом стартовая цена составила 9 250 долларов. В первом сезоне команда финишировала на первом месте, а в 2014 году заняла третье место.
На чемпионате мира 2014 года в Гааге Бирендра Лакра также был в составе индийской сборной. Команда вылетела на стадии 1/8 финала.
В 2016 году Лакра получил травму — разрыв крестообразной связки. Это произошло в матче Хоккейной лиги Индии и потребовала длительного восстановления, в связи с чем он пропустил Олимпийские игры в Рио-де-Жанейро.
Он смог выступить в Финале Мировой лиги в Бхубанешваре, где сборная завоевала бронзовую медаль.
В 2018 году он стал бронзовым призёром Азиатских игр в Джакарте и серебряным призёром Трофея чемпионов в Бреде. На домашнем чемпионате мира в Бхубанешваре Индия дошла до четвертьфинала и заняла итоговое шестое место.
В 2020 году участвовал в Про-лиге Международной федерации хоккея на траве, где сборная Индии стала четвёртой.
Принял участие на летних Олимпийских играх 2020 года в Токио. Сборная Индии в групповом этапе одержала 4 победы и вышла в плей-офф со второго места. В четвертьфинале индийцы победили Великобританию со счётом 3:1, однако затем уступили будущим олимпийским чемпионам Бельгии со счётом 3:5. В матче за бронзу Индия победила Германию со счётом 5:4, впервые с московской Олимпиады в 1980 году завоевав медаль в хоккее на траве. На турнире Лакра сыграл в четырёх матчах, из которых вышел в стартовом составе только в матче против Японии. Не выходил на поле в раунде плей-офф.
Бирендра Лакра завершил выступления за сборную после завоевания олимпийской медали. За Индию он провёл 201 игру. После объявления Лакры и Рупиндера Пал Сингха об окончании карьеры в национальной сборной, премьер-министр Индии Нарендра Моди обратился к хоккеистам, высоко оценив их заслугу в возрождении хоккея на траве в стране. Моди отметил, что когда Лакра и Рупиндер Пал Сингх начинали играть, никто не мог представить, что национальная сборная завоюет олимпийскую медаль в ближайшие годы.